# 東金九十九里有料道路
東金九十九里有料道路（とうがねくじゅうくりゆうりょうどうろ）は、千葉県東金市から山武郡九十九里町へ至る千葉県道75号東金豊海線のバイパスとして建設された千葉県道路公社管理の一般有料道路である。ETCは利用できない。

## 概要
- 起点 千葉県東金市台方
- 終点 千葉県山武郡九十九里町真亀
- 全長 10.0km[1]
- 車線数 2車線
- 車線幅員 3.25m
- 設計速度 60km/h
- 事業費 約70億円
- 償還完了予定 2028年3月19日

## 沿革
- 1995年（平成7年）12月2日：着工。
- 1998年（平成10年）3月20日：供用開始[2]。
- 2015年（平成27年）7月1日：夏季限定で無料開放を実施（- 9月30日まで）[1]。

## インターチェンジなど
- 台方IC（国道126号 - 経由 千葉東金道路・圏央道 東金IC方面）
- 押堀IC（国道126号）
  - 料金所
- 福俵PA
- 小沼田IC
- 今泉PA（真亀方面専用）
- 九十九里IC
- 真亀IC/JCT（九十九里有料道路）

## 通行料金
（2019年10月1日改正）
- 軽自動車等 160円
- 普通車 210円
- 中型車 260円
- 大型車 370円
- 特大車 580円
- 軽車両等（自転車・軽車両・原動機付自転車） 20円